# Cosiane
Cosiane (in sloveno Kozjane, in tedesco Cosiane ) è un paese della Slovenia, frazione del comune di Divaccia.
La località è situata sui colli Birchini a 559 s.l.m., a 19 kilometri dal capoluogo comunale e a 27.1 kilometri dall'Italia.
Durante il dominio asburgico Cosiane fu comune autonomo.

## Alture principali
Kosmačica, mt 623; Lom, mt 578

## Corsi d'acqua
Padež; Suhorica